# Бадья (селище)
Бадья́ (рос. Бадья) — селище у складі Верхньокамського району Кіровської області, Росія, хоча і знаходиться на території Гайнського району сусіднього Пермського краю. Входить до складу Лісного міського поселення.

## Населення
Населення становить 7 осіб (2010, 353 у 2002).
Національний склад станом на 2002 рік — росіяни 80 %.

## Історія
Селище було засноване у 1960-ті роки в системі Вятлага. Електрика вироблялась енергопоїздом, тепло — на власній котельні. Були збудовані будинок культури, медпункт, дитячий садок та школа. Населення спочатку складало майже 1 тисячі осіб, в основному в'язні 3 колоній та військові.
У кінці 1990-х років енергопоїзд був зупинений через подорожчання мазуту.
У 2000-х роках колонію вирішили закрити, техніку перевезти до іншої, через що населення почало виїжджати. 2004 року піднімалося питання про передачу селища до складу Пермського краю, однак не всі жителі погодились із цим. 2007 року була закрита колонія, 2008 року — школа, 2009 року у її спортзалі збудовано лісопилку. 2009 року повторно було піднято питання про передачу селища, велись перемовини губернаторів Кіровської області та Пермського краю. Домовились лише про переселення жителів до селища Созімського. Однак жителі, які відмовились від переселення, і досі продовжують жити в селищі.